# K/DA
K/DA es un grupo femenino virtual que consta de cuatro personajes del juego League of Legends: Ahri, Akali, Evelynn y Kai'Sa. Evelynn y Kai'Sa fueron interpretadas por las cantantes estadounidenses Madison Beer y Jaira Burns respectivamente, hasta el anuncio de un nuevo miniálbum en agosto de 2020, para el que prestaron su voz Bea Miller y Wolftyla en el sencillo «The Baddest». Ahri y Akali fueron interpretadas por Miyeon y Soyeon del grupo surcoreano (G)I-dle durante todos los lanzamientos de K/DA. El grupo fue desarrollado por Riot Games, la compañía detrás de League of Legends, y se presentó por primera vez en el 2018 League of Legends World Championship con una presentación en realidad aumentada, donde K/DA interpretó su canción debut «Pop/Stars».

## Creación y concepción
El nombre «K/DA» es un término del juego en League of Legends que indica la proporción de muertes y ayuda a un jugador a morir. La creación de K/DA se basó en parte en el deseo de los desarrolladores de Riot Games de «ver a su compañía en el futuro también como un sello de música en toda regla». Toa Dunn, director del negocio musical de Riot, le dijo a la revista Variety: «[K/DA] fue el proyecto musical más complicado que hemos hecho».
Patrick Morales –persona a cargo del videoclip de «Pop/Stars»–, Janelle Jimenez –principal diseñadora de piel de K/DA– y Toa Dunn –jefe de la división de música de Riot– fueron los principales creadores del grupo. Los coreógrafos fueron Ellen Kim, Bailey Sok, Stevie Dore y Eileen Harman. El grupo de chicas surcoreanas 4minute inspiró a K/DA. Para interpretar la canción «Pop/Stars», se invitó primero a Madison Beer y luego a Jaira Burns. Dado que muchos de los empleados de Riot eran fanáticos de (G)I-dle, Miyeon y Soyeon también participaron en el proyecto.

## Historia

### 2018-presente: «Pop/Stars» yAll Out
K/DA se presentó en 2018 League of Legends World Championship el 3 de noviembre de 2018, con el lanzamiento de «Pop/Stars». Es una canción bilingüe con influencias de K-pop y pop estadounidense, con voces en inglés de Beer y Burns, y en inglés y coreano de Soyeon y Miyeon. Durante la ceremonia, Beer, Burns, Miyeon y Soyeon interpretaron su canción debut en el escenario, mientras que los personajes en realidad aumentada cantaron y bailaron junto a ellas. Los personajes podían realizar actos que un humano no podría lograr, como Ahri volando al escenario, mientras que un cantante humano tiene «cierto elemento humano» que aún no puede ser capturado por un cantante virtual.
Según Sebastien Najand, quien compuso «Pop/Stars», al principio se atestó una demo completamente en inglés, seguida de una versión con coreano.  En última instancia, Najand dijo que «queríamos que fuera una mezcla de pop occidental y K-pop». Patrick Morales, el líder creativo detrás del video musical «Pop/Stars», dijo que quería que K/DA existiera «en algún lugar entre la fantasía y la realidad». El equipo inicialmente no estaba seguro del tipo de música que sería más adecuada para el grupo, debido a la cantidad de variedad dentro del género de la música pop. Finalmente se decidieron en contra de un tema más lindo y basado en un grupo de ídolos a favor de algo «moderno y vanguardista».
El 20 de agosto, K/DA abrió sus cuentas oficiales de Twitter e Instagram. Al mismo tiempo, Riot Games publicó el logotipo del grupo y la fecha del nuevo regreso. El 24 de agosto, comenzaron a publicarse varias imágenes teaser de las integrantes con un nuevo estilo. Antes del lanzamiento del sencillo, la página de League of Legends anunció que Wolftyla y Bea Miller prestarían su voz para Kai'Sa y Evelynn respectivamente. Sin embargo, no se aclaró por qué Burns y Beer no participaron en esta ocasión.
El 2 de octubre, K/DA anunció en su cuenta oficial de Twitter que su miniálbum debut sería lanzado el 6 de noviembre bajo el título All Out. El sencillo principal «More» fue lanzado el 28 de octubre, con Madison Beer, Jaira Burns, Soyeon, Miyeon y la cantante china Lexie Liu, quien interpretó a Seraphine, la nueva campeona de League of Legends. El álbum fue lanzado el 6 de noviembre en Spotify, YouTube y Apple Music. Además de los sencillos «More» y «The Baddest», lanzados en el verano, el álbum incluye tres canciones más: «Villian» con Beer y la cantante alemana Kim Petras, «Drum Go Dum» con Wolftyla, Aluna y Bekuh BOOM y «I'll Show You» con Jihyo, Nayeon, Sana y Chaeyoung de Twice, así como Bekuh BOOM y Annika Wells.

## League of Legends
Los skins de Ahri, Akali, Evelynn y Kai'Sa, que representan a los personajes como los que aparecen en el grupo, están disponibles para su compra en League of Legends. Los aspectos del juego son solo para fines cosméticos y su compra cuesta alrededor de 10 dólares. Los skins Prestige solo están disponibles al completar misiones especiales en el juego. La popularidad de K/ DA ha llevado a Riot a confirmar que se introduciría contenido adicional de K/DA en League en 2019.el 28 de octubre de 2020 se hizo una colaboración con Lexie liu con su canción MORE lanzando como nuevo campeón a Seraphine

## Miembros
- Ahri –interpretada por Miyeon, Nayeon, Sana y Jihyo–: es una maga zorro de nueve colas y uno de los más populares del juego. En K/DA, Ahri se desempeña como líder y fundadora del grupo, así como una de las vocalistas principales junto con Evelynn.[17] Según Miyeon, comenzó a aprender más sobre League y realmente jugó como Ahri para comprender mejor a su personaje.[18]
- Akali –interpretada por Soyeon y Chaeyoung–: es una ninja asesina que generalmente se juega en el carril central o en el carril superior. Soyeon dijo que «trató de sentirse como Akali y moverse como si fuera ella» durante la captura de movimiento de «Pop/Stars». En K/DA, Akali es la rapera principal del grupo. Akali también es miembro de True Damage, otro grupo virtual formado por personajes de League.
- Evelynn –interpretada por Madison Beer, Bea Miller y Kim Petras–: es una demonio sádica. En K/DA, Evelynn es una de las principales vocalistas junto con Ahri.
- Kai'Sa –interpretada por Jaira Burns, Wolftyla, Aluna y Bekuh BOOM–: es una tiradora en el juego. En K/DA, Kai'Sa es la bailarina principal del grupo. También rapeó en «The Baddest» y «More», y cantó en «Pop/Stars» y su canción en solitario, «Drum Go Dum».

## Discografía

### EP
| Título  | Detalles                                                                                     | Mejor posición | Mejor posición | Mejor posición | Mejor posición |
| Título  | Detalles                                                                                     | FRA            | NZ             | EUA            | US World       |
| ------- | -------------------------------------------------------------------------------------------- | -------------- | -------------- | -------------- | -------------- |
| All Out | - Lanzamiento: 6 de noviembre de 2020 - Discográfica: Riot Games - Formato: Descarga digital | 186            | 36             | 175            | 5              |

### Sencillos
| Título                                                                                 | Año  | Mejores posiciones | Mejores posiciones | Mejores posiciones | Mejores posiciones | Mejores posiciones | Mejores posiciones | Mejores posiciones | Mejores posiciones | Mejores posiciones | Mejores posiciones | Ventas       | Álbum     |
| Título                                                                                 | Año  | CAN Dig.           | CHN                | FRA Dig.           | COR                | MLY                | NZ Hot.            |                    |                    |                    |                    | Ventas       | Álbum     |
| Título                                                                                 | Año  | CAN Dig.           | CHN                | FRA Dig.           | COR                | MLY                | NZ Hot.            | UK Dig.            | UK Indie           | US Dig.            | US World           | Ventas       | Álbum     |
| -------------------------------------------------------------------------------------- | ---- | ------------------ | ------------------ | ------------------ | ------------------ | ------------------ | ------------------ | ------------------ | ------------------ | ------------------ | ------------------ | ------------ | --------- |
| «Pop/Stars»                                                                            | 2018 | 30                 | 19                 | 86                 | 39                 | 16                 | 6                  | 75                 | 17                 | 30                 | 1                  | - EUA: 9.000 | Sin álbum |
| «The Baddest»                                                                          | 2020 | 30                 | —                  | —                  | 178                | 16                 | 6                  | 74                 | 18                 | 28                 | 1                  | N/A          | All Out   |
| «More»                                                                                 | 2020 | 48                 | 16                 | —                  | —                  | 18                 | 9                  | —                  | 23                 | —                  | 1                  | N/A          | All Out   |
| «–» indica que el lanzamiento no se posicionó en la lista o no se lanzó en esa región. |      |                    |                    |                    |                    |                    |                    |                    |                    |                    |                    |              |           |

### Otras canciones
| Título          | Año  | Mejores posiciones | Mejores posiciones | Álbum   |
| Título          | Año  | NZ Hot.            | US World           | Álbum   |
| --------------- | ---- | ------------------ | ------------------ | ------- |
| «Villain»       | 2020 | 21                 | 5                  | All Out |
| «Drum Go Dum»   | 2020 | 25                 | 6                  | All Out |
| «I'll Show You» | 2020 | 38                 | 10                 | All Out |